# .dm
.dm은 도미니카 연방의 인터넷 국가 코드 최상위 도메인이다.
2차 도메인 수준 .dm 도메인의 등록자는 .com.dm, .net.dm 및 .org.dm 내에 해당하는 세차 도메인 수준 이름이 자동으로 포함된다. 이러한 이름을 등록할 수 있는 사람에 대한 제한은 없지만 많이 사용되지는 않는다.
".dm" 웹 속성의 한 가지 예는 도메인 해킹의 예인 플레이돔(Playdom)에서 독점적으로 사용하는 URL 단축인 play.dm이다.